# Anthony LaPaglia
Anthony LaPaglia est un acteur et producteur de cinéma australien né le 31 janvier 1959 à Adélaïde, en Australie-Méridionale.

## Biographie
Anthony LaPaglia est né le 31 janvier 1959 d'un père italien et d'une mère néerlandaise.
Il fait ses études au Rostrevor College à Woodforde, petite commune proche d'Adélaïde. Très sportif, il entame une carrière prometteuse dans le football, mais vers la fin de l'adolescence, il montre un intérêt pour la comédie et participe à de nombreux castings, mais sans succès. Il enchaîne alors les petits boulots comme la vente puis décide de quitter l'Australie pour rejoindre les États-Unis (et plus particulièrement New York) où il enseigne un certain temps. À la fin des années 1980, il décide de retenter sa chance dans le métier d'acteur et monte sur les planches en 1987 dans la comédie Off-Broadway Bouncers. Sa prestation est alors très remarquée et cette première expérience du théâtre lui ouvre les portes du cinéma, il décroche son premier rôle au grand écran dans le film Cold Steel : Sur le fil du rasoir aux côtés de  Sharon Stone.
Anthony LaPaglia est surtout connu pour le rôle de Jack Malone, qu'il tient de 2002 à 2009 dans la série américaine FBI : Portés disparus.
Marié en septembre 1998 à l'actrice australienne Gia Carides, il a une fille Bridget née en janvier 2003.
Il a pour frère l'acteur Jonathan LaPaglia. En avril 2015, les médias ont annoncé qu'Anthony et Gia avaient divorcé après 17 ans de mariage.

## Filmographie

### Acteur

#### Cinéma
- 1987 : Cold Steel : Sur le fil du rasoir (Cold Steel) de Dorothy Ann Puzo : Spooky
- 1989 : Esclaves de New York (Slaves of New York) de James Ivory : Henry
- 1990 : Mortal Sins de Yuri Sivo : Vito
- 1990 : Le Mariage de Betsy (Betsy's Wedding) d'Alan Alda : Stevie Dee
- 1991 : Elle et lui, de Ken Kwapis et Marisa Silver : Mark
- 1991 : Un bon flic (One Good Cop) de Heywood Gould : Stevie Diroma
- 1991 : 29th Street de George Gallo : Frank Pesce, Jr.
- 1992 : Amazing Stories: Book One (vidéo) de Danny DeVito et Steven Spielberg : Mechanic #2 (segment The Mission)
- 1992 : Intimes Confessions (Whispers in the Dark) de Christopher Crowe : Larry Morgenstern
- 1992 : Innocent Blood de John Landis : Joe Gennaro
- 1993 : The Custodian de John Dingwall : Det. Sgt. James Quinlan
- 1993 : Quand Harriet découpe Charlie ! (So I Married an Axe Murderer) de Thomas Schlamme : Tony Giardino
- 1994 : Le Client (The Client) de Joel Schumacher : Barry 'The Blade' Muldano
- 1994 : Lucky Break de Ben Lewin : Edward 'Eddie' Mercer
- 1994 : Killer de Mark Malone : Mick
- 1994 : Mixed Nuts (Joyeux Noël) de Nora Ephron : Felix
- 1996 : Chameleon (en) de Michael Pavone : Willie Serling
- 1995 : Empire Records de Allan Moyle : Joe Reaves
- 1996 : Trees Lounge de Steve Buscemi : Rob
- 1996 : Brilliant Lies de Richard Franklin : Gary Fitzgerald
- 1997 : Commandements, de Daniel Taplitz : Harry Luce
- 1998 : The Repair Shop de Phillip Noyce
- 1998 : Mob Law: A Film Portrait of Oscar Goodman de Paul Wilmshurst : Narrator (voix)
- 1998 : Phoenix de Danny Cannon : Mike Henshaw
- 1999 : Summer of Sam de Spike Lee : Detective Lou Petrocelli
- 1999 : Accords et Désaccords (Sweet and Lowdown) de Woody Allen : Al Torrio
- 2000 : Company Man de Peter Askin et Douglas McGrath : Fidel Castro
- 2000 : Les Sentiers de la perdition de Sam Mendes : Al Capone (coupé au montage)
- 2000 : Looking for Alibrandi de Kate Woods : Michael Andretti
- 2000 : Chez les heureux du monde (The House of Mirth) de Terence Davies : Sim Rosedale
- 2000 : Un automne à New York (Autumn in New York) de Joan Chen : John
- 2001 : Jack the Dog de Bobby Roth : Jack's Attorney
- 2001 : The Bank (en) de Robert Connolly : Simon O'Reilly
- 2002 : Lantana de Ray Lawrence : Detective Leon Zat
- 2002 : Salton Sea (The Salton Sea) de D. J. Caruso : Al Garcetti
- 2002 : Dead Heat de Mark Malone : Ray LaMarr
- 2002 : Autour de Lucy (I'm with Lucy) de Jon Sherman : Bobby Staley
- 2002 : Les Hommes (The Guys) de Jim Simpson : Nick
- 2002 : Mafia Blues 2 (Analyze That) de Harold Ramis : Anthony Bella
- 2003 : Manhood de Bobby Roth : Jack's Attorney
- 2003 : Happy Hour de Mike Bencivenga : Tulley
- 2003 : Spinning Boris de Roger Spottiswoode : Dick Dresner
- 2005 : Winter Solstice de Josh Sternfeld : Jim Winters
- 2006 : The Architect, de Matt Tauber : Leo Waters
- 2006 : Happy Feet de George Miller : Boss Skua (voix)
- 2007 : Played de Sean Stanek : Détective Drummond
- 2007 : A View from the Bridge : Eddie Carbone
- 2008 : Le Sens de la vie pour 9.99$ (9.99$) : Jim Peck
- 2009 : Balibo  de Robert Connolly : Roger East
- 2010 : Le Royaume de Ga'hoole (Legend of the Guardians: The Owls of Ga'Hoole) : Perce-Neige (voix)
- 2011 : Happy Feet 2 de George Miller : Alpha Skua (voix)
- 2012 : Mental de P. J. Hogan : Barry Moochmore
- 2013 : Crazy Kind of Love de Sarah Siegel-Magness : Gordie Iris
- 2014 : Couple modèle (A Good Marriage) de Peter Askin : Bob Anderson
- 2015 : Big Stone Gap de Adriana Trigiani : Spec Broadwater
- 2016 : Revenger (The Assignment) de Walter Hill : « Honest » John Hartunian
- 2017 : Annabelle 2 : La Création du mal (Annabelle 2: Creation) de David F. Sandberg : Samuel Mullins.
- 2021 : Nitram de Justin Kurzel : le père de Nitram
- 2022 : Elvis de Baz Luhrmann : Bernard Lansky
- 2025 : R. U. R. d'Alex Proyas

#### Télévision
- 1986 : Magnum : Albert Stanley Higgins (saison 6 épisode 19 : Échec au président)
- 1988 : Frank Nitti: The Enforcer : Frank Nitti
- 1988 : Police Story: Gladiator School : Sgt. Petrelli
- 1990 : Innocent coupable (Criminal Justice) : David Ringel
- 1991 : The Brotherhood : Salvatore's brother
- 1991 : Keeper of the City : Vince Benedetto
- 1991 : Les Contes de la crypte : Abel, l'homme du câble (saison 3, épisode 13 : A en perdre la tête)
- 1992 : Black Magic : Ross Gage
- 1994 : Past Tense : Larry Talbert
- 1996 : Never Give Up: The Jimmy V Story : Jim 'Jimmy V' Valvano
- 1996-1997 : Murder One (L'affaire Rooney): James "Jimmy" Wyler (VF : Lionel Henry)
- 1997 : The Garden of Redemption : Don Paolo Montale
- 1999 : Le Manipulateur (Lansky) : Charlie Luciano (de 30 à 40 ans)
- 1999 : Noir comme l'amour (Black and Blue) : Bobby Benedetta
- 2000 : Normal, Ohio : David Le Tour (pilote)
- 2002-2009 : FBI : Portés disparus : Jack Malone (VF : Michel Dodane)
- 2002-2004 : Frasier
- 2001 : On the Edge    : Dr. Maas (segment "The Other Side")
- 2001 : The Other Side : Dr. Maas
- 2007 : Les Experts : Jack Malone (saison 8 épisode 6 : 6 ans de recherche)
- 2012 : Underground : L'Histoire de Julian Assange (Underground: The Julian Assange Story) de Robert Connolly : détective Ken Roberts
- 2015 : Le Procès Eichmann de Paul Andrew Williams : Leo Hurwitz
- 2016 : The Code : Jan Roth (saison 2)
- 2017 : Riviera : Constantine Clios
- 2017 : Bad Blood : Vito Rizzuto
- 2024 : Le Garçon et l'Univers : Tytus Broz

### Producteur
- 2004 : Winter Solstice
- 2006 : The Architect

## Théâtre
- 1987 : Bouncers de John Godber
- 1993 : On the Open Road de Steve Tesich
- 1995 : La Rose tatouée de Tennessee Williams
- 1995-1996 : Northeast Local
- 1997-1998 : Vu du pont d'Arthur Miller
- 2002 : The Guys
- 2010 : Lend Me a Tenor

## Distinctions

### Récompenses
- Tony Awards 1998 : Meilleur acteur dans une pièce pour Vu du pont
- Australian Film Institute Awards 2002 : meilleur acteur pour Lantana
- Film Critics Circle of Australia Awards 2002 : meilleur acteur pour Lantana
- Primetime Emmy Awards 2002 : Meilleur acteur invité dans une série télévisée comique pour Frasier
- Golden Globes 2004 : Meilleur acteur dans une série dramatique pour FBI : Portés disparus
- Festival international du film des Hamptons 2004 : Prix Golden Starfish pour l'ensemble de sa carrière.
- Newport Beach Film Festival 2004 : meilleur acteur pour Happy Hour
- Prism Award 2004 : meilleur acteur pour Happy Hour
- Australian Film Institute Awards 2009 : Meilleur acteur pour Balibo
- Film Critics Circle of Australia Awards 2010 : Meilleur acteur pour Balibo

### Nominations
- Chicago Film Critics Association Awards 1991 : Acteur le plus prometteur pour Le Mariage de Betsy
- Australian Film Institute Awards 1993 : meilleur acteur dans un rôle principal pour The Custodian
- Primetime Emmy Awards 2000 : Meilleur acteur invité dans une série télévisée comique pour Frasier
- Film Critics Circle of Australia Awards 2001 : meilleur acteur dans un second rôle pour Looking for Alibrandi
- Primetime Emmy Awards 2004 : Meilleur acteur dans une série télévisée dramatique pour FBI : Portés disparus
- Satellite Awards 2004 : Meilleur acteur dans une série télévisée dramatique pour FBI : Portés disparus
- Screen Actors Guild Awards 2004 : Screen Actors Guild Award du meilleur acteur dans une série télévisée dramatique pour FBI : Portés disparus
- Screen Actors Guild Awards 2004 : Meilleure distribution pour une série dramatique pour FBI : Portés disparus partagé avec Eric Close, Marianne Jean-Baptiste, Poppy Montgomery ET Enrique Murciano
- Satellite Awards 2005 : Meilleur acteur dans une série télévisée dramatique pour FBI : Portés disparus
- Screen Actors Guild Awards 2005 : Screen Actors Guild Award du meilleur acteur dans une série télévisée dramatique pour FBI : Portés disparus
- Australian Film Institute Awards 2006 : meilleur acteur pour Winter Solstice.
- Australian Film Institute Awards 2009 : Meilleur acteur dans une série télévisée dramatique pour FBI : Portés disparus
- Film Critics Circle of Australia Awards 2016 : meilleur acteur dans un second rôle pour Holding the Man
- Festival de télévision de Monte-Carlo 2018 : Prix Nymphes d'or du meilleur acteur dans une mini-série pour Sunshine
- Film Critics Circle of Australia Awards 2022 : meilleur acteur dans un second rôle pour Nitram

## Voix francophones
En France, Michel Dodane est la voix régulière d'Anthony LaPaglia depuis la série Frasier. Auparavant, Thierry Wermuth et Gabriel Le Doze l'ont également doublé à deux reprises chacun.
En France
| - Michel Dodane, dans : - Frasier (série télévisée) - Pari à haut risque - FBI : Portés disparus (série télévisée) - Underground : L'Histoire de Julian Assange (téléfilm) - Holding the Man - Annabelle 2 : La Création du mal - Bad Blood (série télévisée) - Riviera (série télévisée) - Florida Man (mini-série) - Le Garçon et l'Univers (mini-série) | - Gabriel Le Doze dans : - Phoenix - Un automne à New York Et aussi - Patrick Poivey dans : Les Contes de la crypte - Daniel Russo dans Un bon flic - José Luccioni dans Empire Records - Lionel Henry dans Murder One (série télévisée) - Thierry Wermuth dans L'Épreuve (téléfilm) - Emmanuel Curtil dans Le Manipulateur (téléfilm) - Jean-François Aupied dans Chez les heureux du monde - Philippe Peythieu dans Salton Sea - Jacques Frantz dans Autour de Lucy - Patrick Messe dans Mafia Blues 2 - Jérôme Keen dans Le Procès Eichmann (téléfilm) |